# Monaco i olympiska sommarspelen 2004
Monaco i olympiska sommarspelen 2004 bestod av idrottare som blivit uttagna av Monacos olympiska kommitté.

## Friidrott
Herrarnas 100 meter
- Sebastien Gattuso
  - Omgång 1: 10.58 s (7:a i heat 10, gick inte vidare, 54:e plats) (tangerat monegaskiskt rekord)